# Vossloh-Schwabe
Die Vossloh-Schwabe Deutschland GmbH ist ein deutsches Unternehmen mit Hauptsitz in Schorndorf, das Systemlösungen und Komponenten für die Beleuchtungstechnik entwickelt, herstellt sowie vertreibt.

## Geschichte
Die Geschichte des Unternehmens reicht bis ins Jahr 1919 zurück, als die Vossloh KG in Lüdenscheid begann, Fassungen für Glühlampen herzustellen. Durch den Kauf der Hermann Schwabe GmbH in Urbach, deren Wurzeln bis ins Jahr 1932 zurückreichen, wurde 1987 die Vossloh-Schwabe GmbH als Lichttechniksparte unter dem Dach der Vossloh-Werke Werdohl gegründet. Im Jahre 2002 wurde Vossloh-Schwabe von der jetzigen Vossloh AG an die Panasonic Corporation verkauft. Hier war die Vossloh-Schwabe GmbH als Tochterunternehmen der Panasonic Lighting Europe GmbH zusammen mit ihren Schwesterunternehmen für den Beleuchtungsmarkt in Europa, Asien, Afrika, Australien und Südamerika zuständig. Nachdem Anfang 2020 die Anteile an Vossloh-Schwabe an die Fidelium GmbH veräußert wurden, strebte das Unternehmen eine Sanierung in Eigenverwaltung an. Im Dezember 2021 zog der Hauptsitz des Unternehmens von der kleinen Gemeinde Urbach in die nur fünf Kilometer entfernte Große Kreisstadt Schorndorf.

## Standorte
Im baden-württembergischen Schorndorf sitzt die Firmenzentrale der Vossloh-Schwabe Deutschland GmbH. Zu finden sind hier neben den Abteilungen Vertrieb, dem Service, der Entwicklung, und der allgemeinen Verwaltung auch die Geschäftsführung der Gesamtgruppe. Es gibt ein Werk in Svilajnac, Serbien, wo sowohl eine Entwicklungsabteilung als auch die größte Produktionshalle des Unternehmens angesiedelt sind. Hier werden unter anderem Lichtmanagementsysteme und elektronische Lichtkomponenten produziert. Zusätzlich gehört ein zentrales Lager in Ettlingen zum Unternehmen.

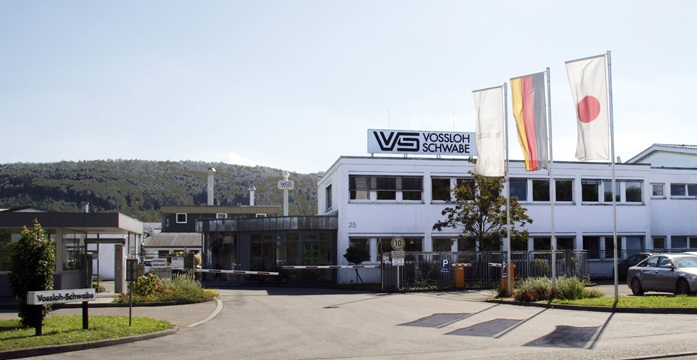
Vossloh-Schwabe-Werk in Urbach

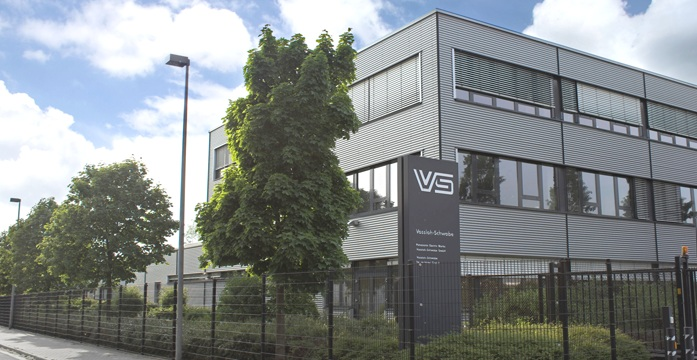
Vossloh-Schwabe-Werk Lüdenscheid

## Produkte
Produkte von Vossloh-Schwabe sind sowohl Einzelkomponenten als auch Systemlösungen für Beleuchtungstechnik. Dazu gehören:
- LED-Module und -Treiber (Geräte zu deren Stromversorgung)
- LED-Optiken (zur Lichtlenkung)
- Lichtmanagementsysteme
- Elektromagnetische und elektronische Vorschaltgeräte für Gasentladungslampen
- Zündgeräte für HID-Lampen
- Transformatoren
- Lampenfassungen
- Kondensatoren für Blindleistungskompensation.

## Sonstiges
Vossloh-Schwabe ist Mitglied unter anderem der Initiative Licht.de, der DALI AG, der EnOcean Alliance sowie dem EHI (Einzelhandelsinstitut).
Der offizielle Distributor für Österreich ist die Firma SED Trading GmbH mit Sitz in Wien, Österreich.
Der offizielle Distributor für die Schweiz ist die Firma Max Hauri AG mit Sitz in Bischofszell.